# Jamaica
Jamaica (udtales på dansk /sjaˈmajka/) er en suveræn stat i Caribien. Den er en østat og den tredjestørste ø i det Caribiske Hav beliggende lidt syd for Cuba.
Jamaica har et areal på 10.990 km², hvoraf ca. en tredjedel er beboeligt, og har et indbyggertal på 2.697.983 (2011) indbyggere. Jamaica er bjergrigt, og det højeste punkt er Blue Mountain Peak. Hovedstaden hedder Kingston og er beliggende på den sydøstlige del af øen.
Jamaica er et konstitutionelt monarki med Charles 3. som konge og statsoverhovede. Han repræsenteres i det daglige af en generalguvernør, mens Jamaicas premierminister er regeringsleder.

## Historie
Oprindeligt var Jamaica beboet af arawakindianere, der kaldte øen for Xamayca (Xamayca og Jamayca; Ja(vand)-ma(stor)-y-ca(coa; sted); stort sted med vand), der betød "kildernes land".
Da Christoffer Columbus i 1494 kom til øen, erklærede han den for spansk område og gav den navnet Santiago.
I 1655 erobrede englænderne Jamaica. I 1600-tallet var Jamaica i høj grad blevet et center for sørøveri i Caribien, men englænderne fik ryddet op, og herefter blev Jamaica i stedet et af verdens førende centre for slavehandel, og de store sukkerrørsplantager på øen baserede sig på en slaveøkonomi. Storbritannien beholdt øen helt til 1962, hvor Jamaica blev en selvstændig nation, dog inden for Commonwealth.
Landet har siden uafhængigheden været regeret skiftevis af højre- og venstrekræfter.

## Geografi
Jamaica har et areal på 10.990 km², hvoraf ca. en tredjedel er beboeligt. Jamaica er bjergrigt, og det højeste punkt er Blue Mountain Peak.

## Demografi
Jamaica har et indbyggertal på 2.697.983 (2011) indbyggere.
Størstedelen af indbyggerne på Jamaica stammer oprindeligt fra Afrika, men der er dog også mindre grupper af kinesere, indere, arabere og europæere. Levevilkårene er ikke særligt gode. Der har tidligere været stor emigration til Storbritannien og USA, og der sker stadig en meget betydelig vandring fra land til by, hvilket har betydet en stor tilvækst af slumkvarterer især i hovedstaden Kingston.

## Sprog
Det officielle sprog på Jamaica er engelsk, men man har også et lokalt sprog ved navn patois, et kreolsprog, som bygger på engelsk og også enkelte spanske ord og betoninger. Den jamaicanske patois bliver ofte brugt i forskellige musikgenrer. Ikke kun af jamaicanske kunstnere, men også af amerikanske og engelske sangere. Specielt indenfor rap er det man kalder "raggamuffin style" meget populært.

## Religion
De fleste af Jamaicas indbyggere er kristne protestanter. Det tidligere britiske tilhørsforhold afspejles i, at mange er anglikanere.

### Rastafari-bevægelsen
Rastafari-bevægelsen er en jamaicansk religion som opstod i 1930'erne, der primært findes blandt Jamaicas sorte og fattigste indbyggere.
Før religionen blev en udformet bevægelse, blev den ideologi, som rastafarinismen er bygget på, udarbejdet af den sorte nationalist Marcus Garvey, som talte for sortes frigørelse og tilbagevenden til det afrikanske 'hjemland'.
I 1920 opfodrede Garvey sine følgere til at se mod Afrika, hvor han mente, at kroningen af en afrikansk konge ville indvarsle en ny, mere retfærdig tid for det afrikanske folk. Mange mener, at Garvey talte om sig selv, da han allerede selv var blevet valgt som 'midlertidig præsident for Afrika' af hans egen politiske organisation, United Negro Improvement Association,[kilde mangler] men andre forstod budskabet mere bogstaveligt. Blandt disse var folk fra Jamaicas arbejderklasse, som støttede op om Garveys politiske budskaber og anså Garvey for at være profet, mere specifikt en reinkarnation af Johannes Døberen. Som konsekvens af dette opfattede mange kroningen af den etiopiske kejser Haile Selassie I i 1930, som en opfyldelse af Garveys profeti og udråbte Selassie som en inkarnation af den kristne Gud.
Medlemmer af rastafari bevægelsen spiser ikke svinekød, da de anser grisen for at være et urent dyr. Mange af klæder sig i farvestrålende tøj med Etiopiens farver. Symbolet af en løve, som repræsenterer løven af Judas stamme, går ofte igen i udsmykningen af tilhængernes tøj og smykker. Kvinderne dækker oftest deres hår, mens mændene lader håret vokse i såkaldte dreadlocks. Der er forholdsvis få tilhængere af rastafari-bevægelsen på Jamaica, men mange jamaicanere lader sig inspirere af farverne og til dels også nogle af rastarinismens ideologiske elementer.[kilde mangler]
Den mest berømte rastafari er reggae musikeren Bob Marley, der blev født i et fattigt kvarter i Jamaica, men som voksen formåede at sælge i tusindvis af plader og spillede overalt i verden med sit band The Wailers.

## Økonomi
Jamaica er en betydelig producent af bauxit, som udgør halvdelen af landets eksport.
Landbruget spiller en stor rolle i Jamaicas økonomi, men store firmaer sidder på størsteparten af jorden. Først og fremmest dyrkes der sukkerrør, men også bananer er en stor afgrøde, ligesom der dyrkes tobak, majs, kartofler og citrus. Jamaica kan dog ikke brødføde sig selv, og der er en betydelig fødevareimport. Turismen er det vigtigste valutaskabende erhverv, og specielt på øens nordkyst findes der store hotelbyggerier.

## Sport
Nationalsporten er cricket, men også fodbold (ikke amerikansk fodbold, men europæisk) er meget populært. I 1998 lykkedes det, det jamaicanske fodboldhold at kvalificere sig til VM i Frankrig og hele øen befandt sig i en sand glædesfest. Jamaica har aldrig tidligere (eller senere) været med til et VM i fodbold. Desværre gik det ikke ret godt for "The Reaggae boys," som holdet blev kaldt, og de gik ikke videre efter indledende kampe.

## Politik
Jamaica har en stabil parlamentarisk styreform med en forfatning der er baseret på Westminster-modellen, Storbritanniens politiske system. Landet er et konstitutionelt monarki med Charles 3. som konge og statsoverhovede. Han repræsenteres i det daglige af en generalguvernør. Jamaicas premierminister er regeringsleder. Jamaicas parlament er opdelt i to kamre, Senatet og Repræsentanternes Hus.